# Real Muthaphuckkin G's
Real Muthaphuckkin G's (gekuiste versie: Real Compton City G's) is een nummer van rapper Eazy-E van zijn album It's On (Dr. Dre) 187um Killa. Het is een "diss-nummer" gericht op zijn oude N.W.A-collega Dr. Dre en zijn nieuwe protegé Snoop Doggy Dogg.

## Beschrijving nummer
Het nummer was een reactie op Dr. Dre's diss tegen Eazy-E Fuck wit Dre Day (And Everybody's Celebratin'). In zijn nummer legt Eazy uit dat Dre niks meer is dan een nep gangsta, een studio gangsta zoals Eazy dat noemde. Ook liet hij horen dat Dre niet de O.G. (Original Gangsta) was die hij beweerde te zijn en dat Eazy nog altijd betaald kreeg voor Dr. Dre's producten, vanwege zijn oude contract bij Ruthless Records. Dit wordt duidelijk gemaakt wanneer Dresta constateert: “Damn E, they tried to fade you on Dre Day (Verdomme E, ze probeerde je zwart te maken op Dre Day)”, waarop Eazy reageert “But Dre Day only meant Eazy's payday (Maar Dre Day betekende alleen maar Eazy's betaaldag).” Eazy drukt vooral zijn haat uit jegens Dre, maar ook Snoop Doggy Dogg en Death Row Records moeten het ontgelden met teksten als: “Motherfuck Dre, motherfuck Snoop, motherfuck Death Row, yo and here comes my left blow!” Het tweede vers is van Dresta, waarin hij claimt dat Dre nog nooit een wet heeft gebroken, ook al rapt hij over wapens en messen. In de derde vers laat B.G. Knocc Out horen dat Dre niet te vergelijken is met de ‘real muthaphuckkin' G's’. Snoop krijgt ook nog een stuk over zijn lichaamsbouw te horen. Hij is erg dun en dat wordt in verband gebracht met anorexia door Eazy-E.
In Eazy’s laatste vers zegt hij het volgende:
“but at Death row, I hear you're gettin’ treated like boot camp
Gotta follow ya sergeant's directions, or get your ass
Pumped with a Smith & Wesson, learn a lesson from the E
Stay in your place and don't step to real muthaphukkin’ G's”
Het nummer gebruikt een sample van The D.O.C.'s nummer uit 1989 It's Funky Enough met de zin “Stop him in his tracks, show him that I am Ruthless.” In het refrein komt nog een deel terug van een ander nummer van Eazy-E, Eazy-Duz-It; Eazy zegt “Yo Dre.” Dre reageert “What?” dan zegt Eazy “Should have known by now, Eazy-Duz-It!”
Real Muthaphuckkin G's, oftewel Real Compton City G's stond 11 weken lang op nummer 1 van populaire rapnummers. Hiermee was het record van N.W.A's Straight Outta Compton verbroken, die 7 weken op deze positie mocht staan.
Uiteindelijk vergeven Eazy en Dre elkaar voor ieders nummer. Dit gebeurde toen Arsenio Hall Eazy-E interviewde en vroeg waarom Dre en Snoop 'studio gangsta's' werden genoemd en hoe Ruthless Records nog steeds geld verdiende aan Dr. Dre's nummers.
Nadat Eazy-E alle vragen had beantwoord, stelde Arsenio voor om de ruzie bij te leggen en dit gebeurde.

## Videoclip
De video voor Real Muthaphuckkin G's was opgenomen in Compton, Californië en start met een scène waarin lowriders staan en dan komt Eazy-E met zijn eerste rap. Wanneer hij hierin zegt “all of the sudden Dr. Dre is the G-thang but on his old album-covers he was a she-thang” zie je een foto van Dr. Dre van zijn tijd bij World Class Wreckin' Cru waarop hij mascara en lipstick op heeft. Deze en andere vergelijkbare foto's komen continu terug in de video, verder bestaat de video vooral uit Eazy, Knocc Out en Dresta die voor een lowrider staan te rappen over Dre dat hij niet uit Compton komt (Dr. Dre groeide eigenlijk op in een gedeelte van South Los Angeles, net iets ten noorden van Compton). In de video zijn ook nog kleine gastoptredens te zien van Rhythum D, DJ Yella, Cold 187um, Dirty Red, Krazy Dee, Steffon, H.W.A., MC Ren, DJ Slip van Compton’s Most Wanted, Young Hoggs, Blood of Abraham en Tony-A.
Ook zijn in de video scènes te zien van een Eazy-E look-a-like, beter bekend als "Sleazy-E" die voor het eerst te zien was in de clip van Fuck wit Dre Day. In de video wordt hij achternagezeten door Eazy-E-aanhangers en valt hij uiteindelijk dood neer net na een bord met de tekst “Leaving Compton”.

## Hitlijsten
| Jaar | Lijst                            | Positie |
| ---- | -------------------------------- | ------- |
| 1993 | U.S. Billboard Hot 100           | #42     |
| 1993 | Hot Rap Singles                  | #21     |
| 1993 | Hot R&B/Hip-Hop Singles & Tracks | #1      |